# Nullenergiehaus

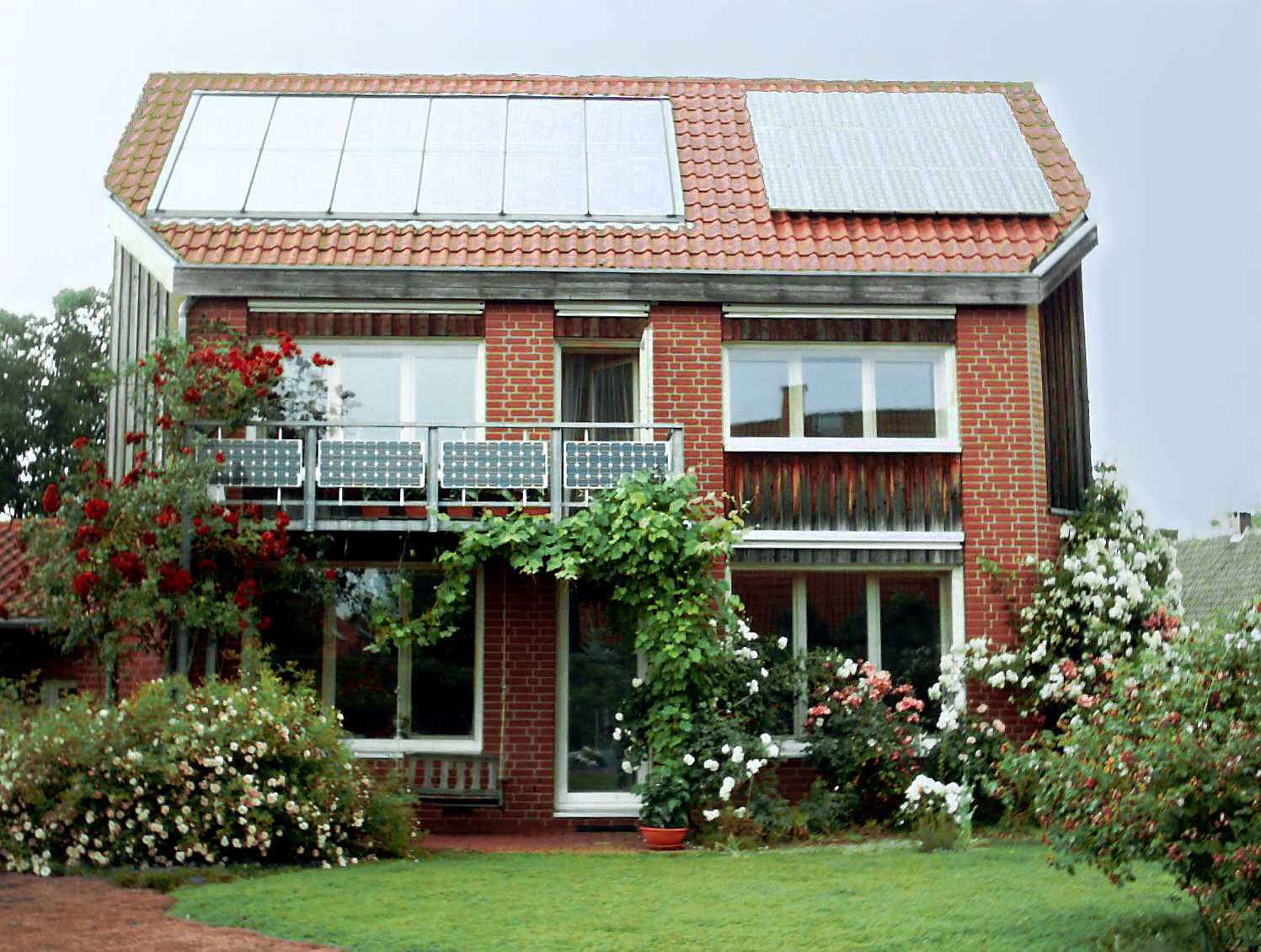
Nullenergiehaus in Adenbüttel, Niedersachsen, erbaut 1992

Nullenergiehaus ist ein Energiestandard für Gebäude, welcher erreicht ist, wenn der externe Energiebezug des Gebäudes als Bilanz über einen Zeitraum von einem Jahr durch den auf der Liegenschaft des Gebäudes umgesetzten, eigenen Energiegewinn (z. B. durch Solaranlagen etc.) aufgewogen ist. Technisch ist das Nullenergiehaus häufig eine Fortführung der Idee des Passivhauses, welches typischerweise neben der passiven Wärmerückgewinnung aus der Abluft zudem mit solartechnischen Anlagen für die Warmwasser- und Stromgewinnung ausgestattet ist und damit bilanziell externe Energielieferungen im Jahresverlauf ausgleicht. Wird mehr Energie erzeugt, als das Haus selbst verbraucht, spricht man von einem Plusenergiehaus. Gebäude, welche über keinen Anschluss für Energie und auch zum Sicherstellen der Versorgungssicherheit in allen Witterungslagen und über alle Nutzungsprofile hinaus keine externe Energie wie z. B. Festbrennstoffe beziehen und sich somit selbst versorgen, nennt man energieautark.
Nicht berücksichtigt wird beim Nullenergiestandard die Energie, die zur Erstellung des Hauses benötigt wird. Für das im Jahr 1992 fertiggestellte Solarhaus in Freiburg wird beispielsweise eine energetische Amortisation als Energierücklaufzeit von etwa 12 Jahren angegeben, was bedeutet, dass es etwa 12 Jahre dauert, bis die Energie, die beim Bau des Hauses eingesetzt wurde, durch die spezielle Bauweise des Nullenergiehauses wieder eingespart wurde. Energie, die bei der Herstellung, dem Transport, dem Einbau und der Entsorgung der verwendeten Baumaterialien verbraucht wird, wird auch als „Graue Energie“ bezeichnet.
Gemäß Industrieausschuss des Europäischen Parlaments sollen alle öffentlichen Gebäude, die nach dem 31. Dezember 2018 errichtet werden, ihren Energiebedarf in der Bilanz von einem Jahr auch auf der Liegenschaft des jeweiligen Gebäudes vor Ort erzeugen können.

## Grundsätzliche Eigenschaften
Grundsätzliche Eigenschaften bzw. Elemente eines Nullenergiehauses sind
- Verzicht auf einen Gas- oder Fernwärme-Anschluss, sowie der Verzicht auf Holzöfen
- große Fensterflächen nach Süden, die auch im Winter, bei tiefstehender Sonne, unverschattet sind
- geringes Oberfläche-zu-Volumen-Verhältnis
- Gebäude-Außenflächen (Fassaden, Dach, Fenster, Türen) mit geringem Wärmedurchgangskoeffizient (= Wärmedämmwert, U-Wert, früher k-Wert)
- weitgehende Luftdichtheit

Sehr unterschiedlich greifen dabei die verschiedenen Baustoffe und Bautechniken ineinander, können aber in Musteraufbauten bereits im Voraus berechnet und sogar getestet werden. Hier engagieren sich neben Herstellern inzwischen auch Berufsschulen mit umfangreichen Laborinstallationen.

## Beispiele
Mit dem Boutiquehotel Stadthalle wurde im November 2009 im 15. Wiener Gemeindebezirk das weltweit erste Nullenergiehotel eröffnet. Die Energiegewinnung erfolgt mittels Photovoltaik- und Solaranlage, vertikalen Windrädern und einer Wärmepumpenheizung.
Das erste Nullenergie-Gästehaus in Deutschland wurde im Januar 2016 in Wildberg (Reichshof) in der Gemeinde Reichshof eröffnet. Die Energiegewinnung erfolgt mittels Blockheizkraftwerk, Photovoltaikanlage, und Wärmepumpenheizung.
In Brütten in der Schweiz stellte der Energiepionier Walter Schmid im 2016 ein Mehrfamilienhaus fertig, welches als Erstes weltweit keine Anschlüsse an andere Netze aufweist.
Auf dem Gelände einer ehemaligen Militärbasis entsteht in Bad Aibling derzeit die Nullenergiestadt Mietraching.
Weltweit sind seit den frühen 1990er Jahren mehrere hundert Gebäudeprojekte verwirklicht worden, deren Zielvorgabe darin bestand, eine ausgeglichene Energie- oder Emissionsjahresbilanz zu erreichen. Viele dieser Projekte sind im Forschungsprogramm „Towards Net Zero Energy Solar Buildings“ erfasst worden.
2013 errichtet das Umweltbundesamt (UBA) das erste Null-Energie-Dienstgebäude des Bundes am Standort Berlin-Marienfelde.